# Famille Balbi (Gênes)
Pour les articles homonymes, voir Balbi.
La famille Balbi est une famille patricienne génoise de commerçants et d'entrepreneurs, très influente dans la République de Gênes.

## Histoire
Initialement appelés Cepollina, ils se sont installés au début du XVe siècle dans la vallée de la Scrivia. 
Francesco Maria Balbi (1671-1747) et Costantino Balbi (1676-1741) furent doge de Gênes. Stefano Balbi (1580?–1660) est un autre membre connu de la famille.
La via Balbi à Gênes tire son nom de cette famille. Les Balbi y ont construit cinq palais, dont le plus grand, commencé en 1618, est aujourd'hui connu sous le nom de Palais royal de Gênes.